# Vicious (sitcom)
Vicious is een Britse sitcom waarvan de eerste aflevering werd uitgezonden op 29 april 2013 op ITV. De serie is bedacht door Mark Ravenhill en Gary Janetti en volgt Ian McKellen en Derek Jacobi als twee homoseksuele mannen die bijna vijftig jaar samen in dezelfde flat wonen. Er werden veertien afleveringen geproduceerd, zes plus een kerstspecial in 2013, zes in 2015 en tot slot een kerstspecial in 2016.

## Verhaal
De zeventigers Freddie en Stuart wonen sinds bijna vijftig jaar samen in een flat in de Londense wijk Covent Garden. Freddie (Ian McKellen) was een acteur en Stuart (Derek Jacobi) een barman toen ze elkaar voor het eerst ontmoetten. Nu zijn ze gepensioneerd en lezen ze boeken, laten de hond uit en bekvechten met elkaar.
Een frequente gast is vriendin Violet (Frances de la Tour), andere vrienden zijn de afwezige Penelope (Marcia Warren) en mopperkont Mason (Philip Voss). Hun leven staat op zijn kop als de jonge Ash (Iwan Rheon) de nieuwe bovenbuurman wordt.

## Productie
In 2006 speelde Ian McKellen in het toneelstuk The Cut van toneelschrijver Mark Ravenhill en vertelde hem dat hij het leuk vindt als er om hem werd gelachen, maar dat paste niet in het toneelstuk. Ravenhill dacht toen na over een toneelstuk waar McKellen zijn komische kant zou kunnen laten zien.
 Een idee voor een toneelstuk ontstond toen hij in 2007 een 20 minuten durend toneelstuk schreef over een ouder homopaar dat gemeen tegen elkaar is en geheimen voor elkaar heeft. Als tegenspeler voor McKellen had Ravenhill Derek Jacobi in gedachten doordat McKellen met respect en professionele rivaliteit over hem sprak. Hierdoor ging Ravenhill aan de slag om een toneelstuk te maken over een ouder paar die aan de liefde voor elkaar beginnen te twijfelen als er een jonge man in hun leven komt waar ze allebei verliefd op raken. Rond die tijd werd hij benaderd door een producent van Kudos of hij een idee had voor een sitcom en dacht dat zijn toneelstuk een goede basis zou zijn.
De interesse van ITV werd steeds groter en ook McKellen en Jacobi waren enthousiast, maar Ravenhill stapte uit het project omdat hij verplichtingen voor de Royal Shakespeare Company had en geen tijd had om de scripts te schrijven. Ravenhill werd voorgesteld aan Gary Janetti, een oud-schrijver van de komedies Will & Grace en Family Guy, die de scripts is gaan schrijven voor de komedie.
In november 2012 werd bekend dat Ian McKellen en Derek Jacobi de hoofdrollen zouden spelen in de komedieserie Vicious.

De titel van de komedie was eerst Vicious Old Queens tot Ian McKellen de rol van Freddie op zich nam, hij grapte dat hij er niets voor voelde om oud genoemd te worden. Het was voor het eerst dat McKellen en Jacobi samen acteerden, hoewel ze al vanaf de universiteit vrienden zijn.
Ook was het voor Jacobi en McKellen hun eerste hoofdrol in een televisiekomedie. Voor Jacobi was het de tweede keer dat hij in een televisiekomedie speelt. Voor zijn eerste, een gastrol in Frasier, werd hij beloond met een Emmy Award.
Vicious werd gefilmd van 5 januari tot 5 maart in de London Studios.

## Rolverdeling
| Acteur             | Personage | Opmerkingen |
| ------------------ | --------- | --- |
| Derek Jacobi       | Stuart    | Voormalig barman die relatie heeft met Freddie. Hij was altijd onder de indruk van Freddie en deed het huishouden en de financiën. Ook zorgt hij ervoor dat het ego van Freddie gestreeld werd. |
| Ian McKellen       | Freddie   | De acteur op leeftijd heeft een liefde-haatrelatie met Stuart. Hij zegt wat in hem opkomt, vooral tegen Stuart, maar ondertussen is het duidelijk dat hij van hem houdt.                        |
| Frances de la Tour | Violet    | Goede vriendin van Freddie en Stuart. Ze is vrijgevochten en heeft altijd zin in plezier, avontuur en een drankje.                                                                              |
| Iwan Rheon         | Ash       | Jonge bovenbuurman van Freddie en Stuart. Hij is een eerlijke, optimistische en beleefde jongen.                                                                                                |
| Marcia Warren      | Penelope  | De afwezige vriendin van Freddie en Stuart die soms niet weet waar ze is en waar het over gaat.                                                                                                 |
| Philip Voss        | Mason     | Een vriend van Freddie en Stuart die vooral langskomt voor eten en drinken en daar dan ook over moppert. Hij blijkt later de broer van Freddie te zijn.                                         |

## Afleveringen
| Nr. | Aflevering | Titel     | Schrijver(s) | Regisseur | Uitzenddatum  |  |
| --- | ---------- | --------- | ------------ | --------- | ------------- |  |
| 1 | 1          | Episode 1 | Gary Janetti | Ed Bye    | 29 april 2013 |  |
| Freddie en Stuart zijn uitgelaten als ze de nieuwe bovenbuurman Ash ontmoeten. Ze krijgen ook nieuws dat hun oude vriend Clive is overleden, een goed moment om hun vrienden uit te nodigen om hem te herdenken. |            |           |              |           |               |  |
| 2 | 2          | Episode 2 | Gary Janetti | Ed Bye    | 6 mei 2013    |  |
| Freddie en Stuart gaan winkelen voor een nieuwe jas voor Freddie: hij moet naar een Doctor Who fanclub-bijeenkomst. Ash krijgt hulp van Violet en Penelope bij het herveroveren van zijn ex-vriendin. |            |           |              |           |               |  |
| 3 | 3          | Episode 3 | Gary Janetti | Ed Bye    | 13 mei 2013   |  |
| Freddie heeft een auditie en geeft ook Ash acteerlessen als die niet weet wat hij voor werk moet doen. Als Ash bij zijn eerste auditie al een rol heeft schiet Freddie in een depressie. Stuart moet ervoor zorgen dat zijn zelfvertrouwen weer terugkomt. Violet wil advies over haar affaire met een Hongaarse man.                      |            |           |              |           |               |  |
| 4 | 4          | Episode 4 | Gary Janetti | Ed Bye    | 20 mei 2013   |  |
| Ash heeft een baan bij een hippe nachtclub en nodigt Freddie en Stuart uit. Zij gaan samen met Penelope en Mason naar de nachtclub. Als Freddie daar aandacht krijgt gaat hij de volgende avond terug en blijft Stuart alleen achter. Violet vliegt naar Argentinië om haar nieuwe vriend te zien, dus zoekt Stuart steun bij Penelope.    |            |           |              |           |               |  |
| 5 | 5          | Episode 5 | Gary Janetti | Ed Bye    | 3 juni 2013   |  |
| Freddie en Stuart nodigen Ash en zijn nieuwe vriendin Chloe uit om bij hen te dineren. Freddie zit in een dip omdat de acteerklussen uit blijven, terwijl Ash juist dolgelukkig is met Chloe die de perfecte vrouw is. Tijdens het diner lopen de spanningen op. Violet is in Buenos Aires waar ze problemen heeft met haar nieuwe vriend. |            |           |              |           |               |  |
| 6 | 6          | Episode 6 | Gary Janetti | Ed Bye    | 10 juni 2013  |  |
| Freddie en Stuart geven een feestje om hun jubileum te vieren. Ash vertelt dit per ongeluk tegen de moeder van Stuart en hij besluit dat hij eindelijk gaat vertellen dat hij met Freddie samen is. Freddie verwacht een bekende actrice, maar Stuart denkt dat ze niet komt.                                                              |            |           |              |           |               |  |